# ستيف كرو
ستيف كرو (بالإنجليزية: Steve Crowe)‏ هو لاعب دوري الرغبي أسترالي، ولد في 20 أبريل 1969 في يونغ في أستراليا.